# YELLOW FRIED CHICKENz WORLD TOUR *SHOW UR SOUL. I* 世壊傷結愛魂祭 at MAKUHARI 2011
『YELLOW FRIED CHICKENz WORLD TOUR *SHOW UR SOUL. I* 世壊傷結愛魂祭 at MAKUHARI 2011』(イエロー フライド チキンズ ワールド ツアー ショウ アワー ソウル ワン セカイシュウケツアイコンサイ アット マクハリ ニセンジュウイチ)は、YELLOW FRIED CHICKENzのライブ・ビデオ。

## 概要
- 7人体制となってから初となる、9都市19公演を行った日本国内ツアーの最終日である、幕張メッセで行われたライブ映像が収録されている。
- 映像作品『YELLOW FRIED CHICKENz WORLD TOUR *SHOW UR SOUL. I* 世壊傷結愛魂祭 at BERLIN 2011』と同日発売。
- 9曲目の「EVER」は、この国内ツアーのみで演奏されている。なお、7人体制でのバージョンは、スタジオ音源化されていない。

## 演奏
- GACKT - 塾生筆頭 / Vocal
- JON - 塾生補佐 / Vocal
- YOU - 左勇弦 / Guitar
- CHACHAMARU - 右義弦 / Guitar
- TAKUMI - 真巧弦 / Guitar
- U:ZO - 護弦 / Bass
- SHINYA - 打堕 / Drums

## 収録曲
1. THE END OF THE DAY [.eu]
オープニングナンバー。
2. NINE SPIRAL [.jp]
3. SPEED MASTER [.jp]
イントロなどで、スモークが上がる演出がなされる。
4. LAST KISS [.jp]
5. EPISODE.0 [.jp]
「SPEED MASTER」同様、イントロなどで、スモークが上がる演出がなされる。
6. MIND FOREST [.com]
7. 妄想GIRL [.com]
間奏でGACKTが先にネクタイを外した後、Yシャツを破き、同様にJONもネクタイを外した後、Yシャツを破き、2人揃ってYシャツを客席に投げ入れる演出がある。
8. VANILLA [.jp]
キーを下げて演奏。ラストサビの途中で銀テープが発射される。
9. EVER [.eu]
10. JESUS [.eu]
キーを下げて演奏。
11. YOU ARE THE REASON [.eu]
12. ALL MY LOVE [.jp]
本編ラストナンバー。
13. また、ここで逢いましょッ [.jp] 
アンコールナンバー。本ツアー演奏当時は音源化される前だった。